# Buffalo (Carolina del Sud)
Buffalo és una concentració de població designada pel cens dels Estats Units a l'estat de Carolina del Sud. Segons el cens del 2000 tenia 1.426 habitants.

## Demografia
Segons el cens del 2000, Buffalo tenia 1.426 habitants, 587 habitatges i 402 famílies. La densitat de població era de 137,3 habitants/km².
Dels 587 habitatges en un 28,1% hi vivien nens de menys de 18 anys, en un 47,4% hi vivien parelles casades, en un 14,7% dones solteres, i en un 31,5% no eren unitats familiars. En el 27,6% dels habitatges hi vivien persones soles l'11,2% de les quals corresponia a persones de 65 anys o més que vivien soles. El nombre mitjà de persones vivint en cada habitatge era de 2,43 i el nombre mitjà de persones que vivien en cada família era de 2,94.
Per edats la població es repartia de la següent manera: un 23,6% tenia menys de 18 anys, un 8,3% entre 18 i 24, un 26,6% entre 25 i 44, un 25,7% de 45 a 60 i un 15,8% 65 anys o més.
L'edat mediana era de 39 anys. Per cada 100 dones de 18 o més anys hi havia 85,8 homes.
La renda mediana per habitatge era de 36.285 $ i la renda mediana per família de 38.438 $. Els homes tenien una renda mediana de 27.159 $ mentre que les dones 19.286 $. La renda per capita de la població era de 13.545 $. Entorn del 7,4% de les famílies i el 10,4% de la població estaven per davall del llindar de pobresa.

## Poblacions més properes
El següent diagrama mostra les poblacions més properes.